# Луценко Юрій Віталійович
Ю́рій Віта́лійович Луце́нко (нар. 14 грудня 1964, Рівне, Українська РСР) — український політик і державний діяч та військовослужбовець, Генеральний прокурор України (2016—2019). Колишній член РНБО (2005—2006, 2007—2010, 2016—2019). Двічі міністр МВС України (2005—2006, 2007—2010). Ведучий програми «Прямим текстом» на 5 каналі. Один із соратників Юлії Тимошенко, що зазнали репресій та кримінальних переслідувань під час президентства Януковича.
Народний депутат України IV, VI та VIII скликань. Лідер партії «Народна самооборона» (з 1999 по березень 2012 року). З 2013 року голова ініціативи «Третя Українська Республіка». Радник 5-го Президента України Петра Порошенка.

## Життєпис

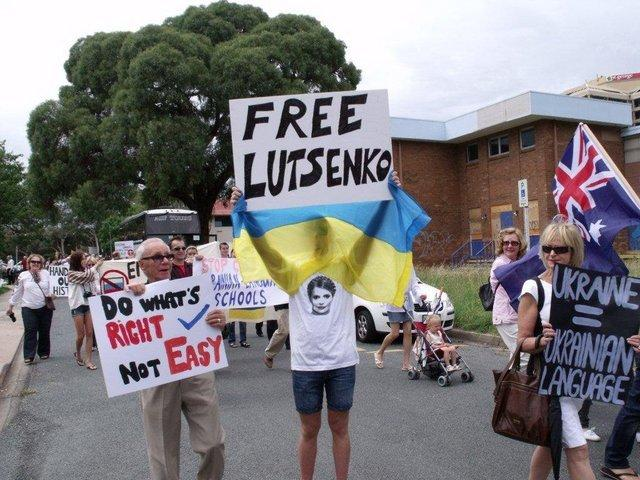
Протест українців Австралії. Напис на плакаті: «Луценку — волю!»

Народився 14 грудня 1964 року.
Батько — Луценко Віталій Іванович (1937—1999), перший секретар Рівненського обкому КПРС, потім народний депутат України від Комуністичної партії України, секретар ЦК КПУ, заступник голови асоціації «Рівнеагробуд». Мати — Жук Віра Михайлівна (1936—2000), ветеринарний лікар.
Навчався в Рівненській міській гімназії № 7[джерело?], яку закінчив із золотою медаллю.
- Вересень 1982-го — серпень 1984 року, жовтень 1986-го — серпень 1989 року — студент Львівського політехнічного інституту. Закінчив Львівський політехнічний інститут (Факультет електронної техніки), за фахом — інженер електронної техніки.
- Листопад 1984-го — жовтень 1986 року — служба в Радянській армії.
- Серпень 1989-го — червень 1991 року — інженер-технолог, майстер дільниці Рівненського заводу імені 60-річчя Жовтня.
- Червень 1991-го — липень 1994 року — начальник техбюро цеху, головний конструктор заводу «Газотрон» (місто Рівне).
- Липень 1994-го — жовтень 1995 року — заступник голови з роботи виконавчих органів з питань економічної реформи, промисловості, транспорту та зв'язку Рівненської обласної ради.
- Жовтень 1995-го — листопад 1996 року — голова Комітету економіки Рівненської обласної державної адміністрації.
- 1996—2006 роки — перебував у лавах Соціалістичної партії України. Секретар Політради партії у 1996—1998 роках. Голова Спілки молодих соціалістів (з грудня 2003 року).
- Листопад 1996-го — вересень 1997 року — начальник управління регіональної науково-технологічної політики.
- Вересень 1997-го — вересень 1998 року — заступник Міністра України у справах науки і технологій.
- Березень 1998 року — кандидат у народні депутати України (виборчій округ № 152, Рівненська область, 2-ге місце з 20 претендентів). Також кандидат у народні депутати України від виборчого блоку СПУ-СелПУ, № 58 в списку.
- Вересень 1998-го — квітень 1999 року — помічник Прем'єр-міністра України Валерія Пустовойтенка.
- Квітень 1999-го — квітень 2002 року — помічник-консультант народного депутата України Олександра Мороза.
- З грудня 2000 року — співголова акції «Україна без Кучми». Представляв Громадянський комітет захисту Конституції на переговорах з представниками влади в лютому 2001 року.

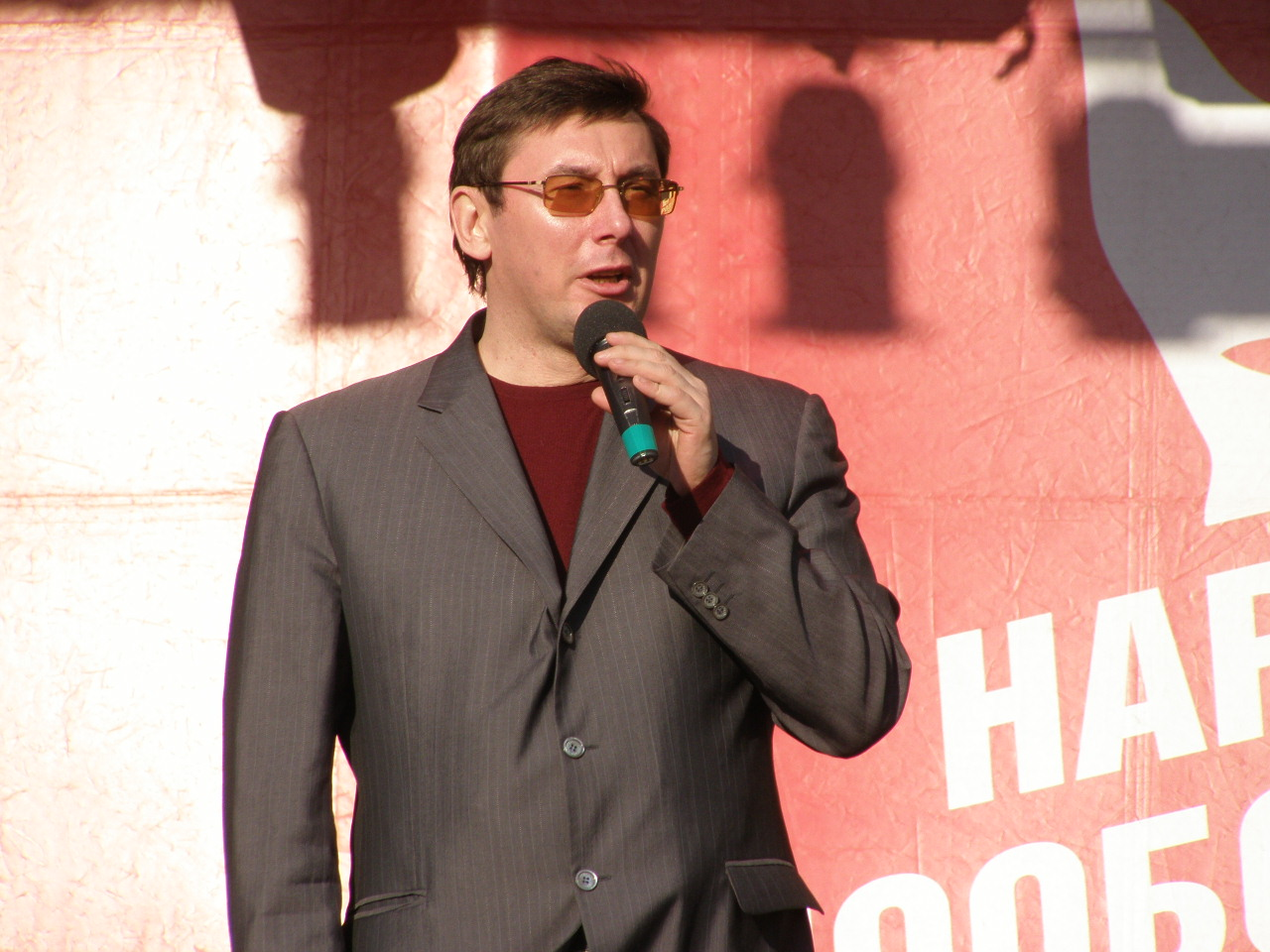
Юрій Луценко (2007)

- Народний депутат України IV скликання з травня 2002-го до березня 2005 року від СПУ, № 3 в списку. Член фракції СПУ (з травня 2002 року). Член Комітету з питань будівництва, транспорту, житлово-комунального господарства і зв'язку (з червня 2002 року). Склав депутатські повноваження 3 березня 2005 року.
- Листопад 2004-го — січень 2005 року — член Комітету національного порятунку. Під час Помаранчевої революції один із «польових командирів» Майдану.

Головний редактор тижневика «Грані плюс» (до лютого 2005 року).
Член Ради національної безпеки і оборони України (лютий 2005-го — грудень 2006 року).
Член Антикризового центру (з червня 2005 року).
- 4 лютого 2005-го — 1 грудня 2006 року — міністр внутрішніх справ України в урядах Юлії Тимошенко та Юрія Єханурова.
- Після призначення у лютому 2005 року міністром внутрішніх справ України призупинив своє членство в СПУ. У липні 2006 року остаточно порвав з СПУ на знак протесту проти входження соціалістів у коаліцію з комуністами та Партією регіонів. Проте, за рекомендацією Президента Ющенка, залишився керівником МВС і в складі уряду Януковича, сформованого цією коаліцію.
- Квітень 2006 року — обраний депутатом Київської міської ради.
- Вересень — жовтень 2006 року — у газеті «2000» з'явилася серія публікацій про корумпованість керівництва МВС України і зокрема Юрія Луценка. У Верховній Раді більше половини депутатів проголосували за створення спеціальної слідчої комісії, яку очолив Володимир Сівкович. 2 листопада Верховна Рада відсторонила, Луценка і позбавила його повноважень міністра внутрішніх справ. Але Луценко заявив, що продовжуватиме виконання своїх обов'язків, що «це звільнення політичне» і що «…немає правових підстав для мого звільнення».
- 1 грудня 2006 року парламент таки звільнив його з посади міністра. Луценко заявивши, що «не буде фактором розколу українських демократичних сил», ініціював створення громадського об'єднання «Народна самооборона».
- Грудень 2006-го — березень 2007 року — радник Президента України.
- 20 березня 2007 року слідчі Генпрокуратури, не надавши ордеру на обшук, провели обшук у квартирі Луценка. Того ж дня генпрокурор Олександр Медведько заявив журналістам, що санкцію на обшук квартири ексміністра внутрішніх справ Юрія Луценка видав Печерський районний суд[3].
- 15 квітня 2007 року на міжпартійному з'їзді партій «Вперед, Україно!» та Християнсько-демократичного союзу було створено передвиборчий блок політичних партій «Народна самооборона Юрія Луценка» та затверджено передвиборчий список кандидатів, у якому за 1-м номером ішов Юрій Луценко.
- Наприкінці серпня 2007 року у видавництві «Фоліо» (Харків) вийшла книжка Андрія Кокотюхи «Юрій Луценко. Польовий командир» — своєрідна політична і людська біографія фігуранта.

- Народний депутат України VI скликання з листопада до грудня 2007 від Блоку «Наша Україна», № 1 в списку. Член фракції Блоку «Наша Україна — Народна самооборона». Склав депутатські повноваження 19 грудня 2007 року.

- 19 грудня 2007 року — міністр внутрішніх справ України в уряді Юлії Тимошенко. Під час перебування на посаді був неодноразово критикований опозицією, питання про його відставку порушували в парламенті. Через конфлікт Президента Віктора Ющенка з членами депутатської групи «Народна самооборона» Юрій Луценко взяв бік Юлії Тимошенко і чув жорстку критику з боку Президента.
- 27 серпня 2014 року очолив президентську партію «Солідарність»[4], яка на партійному з'їзді була перейменована у «Блок Петра Порошенка». Очолив партійний список на дострокових виборах до Верховної Ради України[5].
- 26 жовтня 2014 року обраний народним депутатом Верховної Ради України VIII скликання.
- 27 листопада 2014 року — Голова парламентської фракції партії «Блок Петра Порошенка»[6]. Координатор парламентської коаліції «За Європейську Україну».
- 3 липня 2015 року стало відомо, що Луценко написав заяву про відставку з посади голови «Блоку Петра Порошенка» у Верховній Раді. Це відбулося після низки скандалів між членами коаліції та голосування за популістський закон «Про реструктуризацію валютних кредитів[7]». 13 липня стало остаточно відомо, що Луценко все ж таки залишиться на посаді голови БПП[8].

## Політичне переслідування
28 січня 2010 року Верховна Рада України (з 3-ї спроби, у проміжку між двома турами президентських виборів) звільнила Юрія Луценка з посади міністра внутрішніх справ («за» проголосував 231 нардеп із 226 необхідних). Того ж дня уряд призначив Луценка першим заступником міністра внутрішніх справ і виконувачем обов'язків міністра. Рішенням Окружного адміністративного суду міста Києва дію розпорядження Кабінету Міністрів України було зупинено до завершення судового провадження.
26 грудня 2010 року — співробітники спецпідрозділу Служби безпеки України «Альфа» затримали Юрія Луценка, коли він вийшов вигуляти собаку породи філа бразилейро. Прогулювався з ним алеєю вздовж свого будинку на вул. Старонаводницькій, що на Печерську. Юрія Віталійовича доставили до слідчого ізолятора СБУ в Аскольдовому провулку в Києві.
27 лютого 2012 року засуджений до чотирьох років позбавлення волі з конфіскацією майна, з позбавленням права обіймати посади, які пов'язані з виконанням організаційно-розпорядчих або адміністративно-господарських обов'язків на строк до трьох років; крім того, Юрія Луценка позбавлено 1-го рангу державного службовця. Судді київського Печерського райсуду визнали його винним у перевищенні службових повноважень, нецільовому використанні державних грошей, виділенні квартири своєму водієві та зарахуванні йому цивільного стажу як міліцейського. Присудили сплатити державі 643 тис. грн збитків. Для цього конфіскували майно ексурядовця. Описали машину та київську квартиру.
У травні 2012 року президент Європарламенту Мартін Шульц і прем'єр-міністр України Микола Азаров домовилися про створення спеціальної Моніторингової місії Європарламенту під керівництвом Пета Кокса і Александра Квасневського зі спостереження за розглядом справ екс-прем'єр-міністра України Юлії Тимошенко і колишнього міністра МВС Юрія Луценка. Місія діяла з червня 2012 року. У квітні 2013 року Європарламент продовжив роботу місії до вересня 2013-го, а в жовтні 2013-го — до середини листопада 2013 року.
3 липня 2012 року — Європейський суд з прав людини визнав незаконним арешт Луценка, а також визнав його політично вмотивованим.
2 жовтня 2012 року в газеті «Коммерсантъ Украина» було опубліковано інтерв'ю голови моніторингового комітету ПАРЄ Андреса Еркеля, у якому він висловив припущення, що Юрій Луценко є політичним в'язнем.
7 квітня 2013 року на підставі Указу Президента «Про помилування» № 197/2013 звільнений від подальшого відбування основного покарання.
20 березня 2014 року Печерський суд міста Києва скасував усі судові рішення щодо Юрія Луценка, визнавши його політичним в'язнем. Це рішення було прийняте судом у зв'язку зі вступом у дію Закону України № 839-VII «Про реабілітацію осіб на виконання рішень Європейського суду з прав людини», що був прийнятий Верховною Радою України 28 лютого 2014 року.

### Перебування в Менській колонії
У Менській виправній колонії № 91 Юрій читав, писав, дивився телевізор та навчався професійно клеїти конверти. Також йому рекомендували пройти медобстеження поза межами колонії.

## Громадська діяльність

### Побиття
У ніч з 10 по 11 січня 2014 року Юрія Луценка жорстоко побили бійці спецпідрозділу «Беркут», коли він намагався притримати бійців і змусити бійців не бити учасників протесту.

### Третя українська республіка
У 2013 році Юрій Луценко ініціював створення громадського руху «Третя українська республіка». Він заявив, що до кінця 2013 року проєкт коштуватиме близько 100 тис. доларів, на який скинулась організаційна група, і заперечив причетність до його фінансування будь-яких політичних спонсорів.
1 липня 2014 року «Третя українська республіка» стала політичною партією.

## Генеральний прокурор

### Призначення
Ще до голосування Верховна Рада України підтримала зміни до законодавства, які дозволяють обіймати посаду генпрокурора людині без юридичної освіти і унормовують реформу Генпрокуратури. Прийнятими змінами в Законі «Про прокуратуру» встановлюється, що на посаду генерального прокурора може бути призначений громадянин України, який, серед іншого, має вищу освіту і стаж роботи у галузі права або досвід роботи в законодавчому та/або правоохоронному органі не менше 5 років, тоді як раніше у відповідній статті говорилося про те, що ця особа повинна мати вищу юридичну освіту і стаж роботи у галузі права не менше 10 років.
Заради швидкого набуття чинності закону в той же день перед голосуванням був виданий спеціальний випуск газети «Голос України». У фракції БПП пояснили, що цей законопроєкт дозволяє реформувати прокуратуру через залучення до її керівництва людей з-за меж прокурорської системи. Був по факту призначений на посаду генерального прокурора України 12 травня 2016 р. 264 голосами «За» під час голосування депутатів у Верховній Раді. Президент підписав рішення про призначення Луценка одразу після голосування. 13 травня 2016 року Президент Порошенко представив Луценка в Генпрокуратурі України.
Член РНБО з 16 травня 2016 р.

### Обіцянки та плани перед призначенням
Під час розгляду в парламенті питання про призначення генпрокурором, відповідаючи на питання про люстраційний список прокурорів, які працювали на керівних посадах при режимі Януковича, Луценко зазначив, що
…Закон про люстрацію — один з найбільш ефективних інструментів зміни чиновництва, тому близько 400 працівників прокуратури, які все ще не люстровані, будуть люстровані.
Я погодився на пропозицію Петра Порошенка піти на цю посаду, бо усвідомлюю, що без реалізації гасла «Закон один для всіх», без справедливості для кожного, незалежно від його політичних уподобань, місця перебування, партійної чи іншої приналежності, у нової України немає шансів. Цілком усвідомлюю, яка відповідальність лягає на мене, не тільки з точки зору професійної роботи, результативності, а й з точки зору, як відновити довіру громадян до своєї рідної держави", — з виступу Юрія Луценка у Верховній Раді 12 травня 2016 року.
У своєму виступі Луценко також зазначив:
Я готовий піти в ГПУ з прийнятим вами новим законом, який нарешті дає можливість у найближчий час почати відкритий, але заочний суд щодо банди Януковича і зрадників держави, які сховалися в Криму і на окупованій частині Донбасу.
Зарплата Луценка на посаді генерального прокурора склала 58 180 гривень.
29 серпня 2019 року Верховна рада звільнила Луценка з посади генпрокурора, натомість на його посаду було призначено Руслана Рябошапку.

### Діяльність на посаді Генерального прокурора
16 червня 2016 року Юрій Луценко підписав подання до Верховної Ради про затримання і арешт олігарха і лідера фракції «Воля народу» Онищенка. 5 липня подання було підтримане парламентом, однак Онищенко до того часу втік, скориставшись депутатською недоторканністю. 27 липня підписав Онищенку підозру у тому, що він є одним з організаторів корупційної схеми із перепродажу газу, видобутого в рамках спільної діяльності з держпідприємством Укргазвидобування.
30 липня 2016 року заявив про друге затримання ексрегіонала Єфремова за підозрою у посяганні на територіальну цілісність і суверенітет України та вимагав для нього арешту. Станом на кінець липня 2016 року Луценку як генеральному прокурору довіряло 23 % українців. 18 серпня повідомив про затримання керівника Держагентства з питань залучення інвестицій часів Януковича Владислава Каськіва у Панамі. Він підозрюється у виведенні з України понад 250 млн грн.
У жовтні повідомив, що у 2016 році органи прокуратури притягнули до відповідальності за корупцію понад 600 осіб, але визнав, що це слабкий результат. У листопаді було створено генеральну інспекцію Генпрокуратури.
За пів року роботи на посаді генерального прокурора звільнив 160 керівників прокуратур. 3 грудня прессекретар генпрокурора Лариса Сарган повідомила, що за 6 місяців перебування Луценка на посаді було змінено 17 керівників регіональних прокуратур, а також 56 перших заступників та заступників керівників регіональних прокуратур. Крім того, наказами генпрокурора було звільнено з органів прокуратури або достроково припинено повноваження на адміністративних посадах 113 працівників, які обіймали керівні посади номенклатури Генерального прокурора України, зокрема 36 працівників ГПУ, 4 керівників регіональних прокуратур, 53 перших заступників та заступників керівників регіональних прокуратур та 20 керівників місцевих прокуратур. 27 грудня Луценко повідомив, що у 2017 році зарплата прокурорів зросте на 60 %.
23 січня 2017 р. повідомив про закінчення конкурсу на 600 вакансій у місцевих прокуратурах. На основі відкритих тестів 77 % переможців були з-поза системи і не мають досвіду роботи в органах прокуратури. 23 % колишніх працівників прокуратури теж успішно подолали конкурс.
17 січня оприлюднив доказ у справі про державну зраду Януковича — лист, у якому він закликав Путіна ввести російські війська на територію України. Також він висловив сподівання, що слідство щодо держзради Януковича почнеться на початку 2017 року і заявив, що особи, причетні до злочинного угрупування Віктора Януковича, які пішли на угоду зі слідством вже відшкодували державі сотні мільйонів гривень збитків.

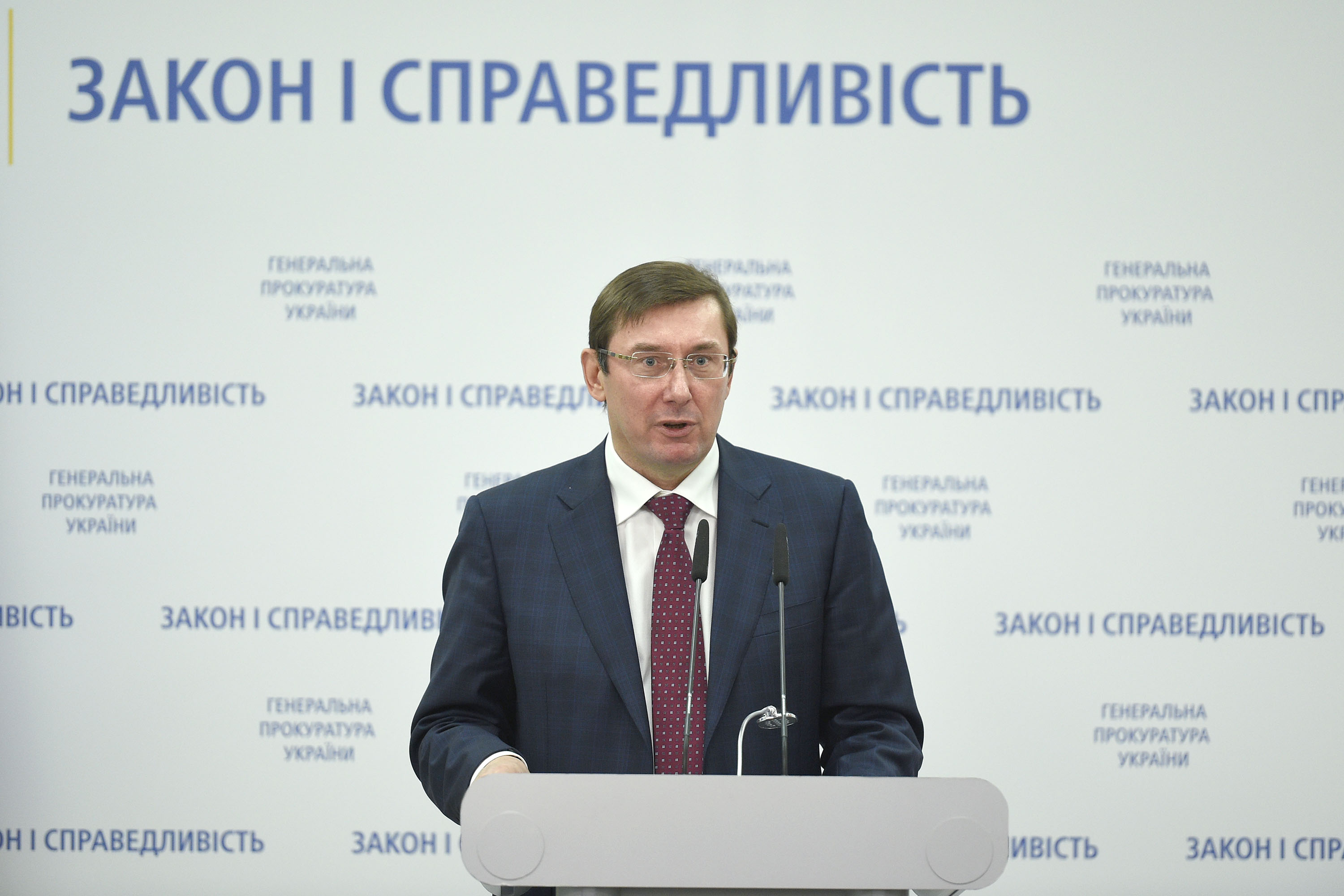
Пресконференція 15.02.2017 з підсумками роботи на посаді Генпрокурора за 2016 рік

15 лютого Луценко заявив, що органами прокуратури було повернено та попереджено незаконне надання земель вартістю понад 5,5 млрд грн. Також він повідомив, що у 2016 році підозру в корупції було оголошено 36 прокурорам, за результатами проведення конкурсів у прокуратуру було призначено 450 нових прокурорів, з яких за його даними 93 % — кандидати, які не мали стажу роботи в прокуратурі.
У квітні 2017 р. звільнив з органів прокуратури старшого слідчого з особливо важливих справ, Головного слідчого управління Генпрокуратури — Дмитра Суса, який не задекларував авто преміум-класу Audi Q7 вартістю понад 900 тисяч грн, що налажило його 85-річній бабусі. Але того ж місяця призначив заступником начальника департаменту міжнародно-правового співробітництва Генпрокуратури прокурора К. Кулика, який підозрюється в незаконному збагаченні. У кінці квітня заявив про закінчення перерахунку конфіскованих 1,5 млрд $. Януковича до бюджету України.
23 травня, напередодні свого звіту, направив до Верховної Ради подання на зняття недоторканості з депутатів Геннадія Бобова, Андрія Лозового та Євгена Дейдея. Подання на Дейдея та Лозового були повернуті в САП на допрацювання. Через три дні нардеп «Відродження» Г. Бобов перерахував до державного бюджету близько 38 млн грн. А 21 червня Луценко вніс до Ради подання на зняття депутатської недоторканності з нардепа від Народного Фронту Євгена Дейдея, який звинувачується у незаконному збагаченні на суму 6,1 млн грн та подання на притягнення до кримінальної відповідальності, затримання і арешт народного депутата від «БПП» Б. Розенблата, якого звинувачують у зловживанні впливом і хабарництві на суму 280 тис. дол.
22 червня генеральний прокурор вніс до Ради подання на притягнення до відповідальності і арешт нардепа «Народного фронту» Максима Полякова, який підозрюється в отриманні хабаря 7500 доларів і зловживання службовим становищем. Поляков у змові з Б. Розенблатом вимагали та отримали неправомірну вигоду у 15 000 доларів США від представника компанії-нерезидента «Фуджейра» (ОАЕ). 11 липня Верховна Рада підтримала подання Генеральної прокуратури на зняття імунітету з Б. Розенблата, М. Полякова та О. Довгого, але дозволу на затримання й арешт депутатів не дала. Водночас подання на Є. Дейдея та А. Лозового Рада не підтримала. 13 липня Рада дала згоду на притягнення до кримінальної відповідальності, затримання й арешт нардепа «Опозиційного блоку» Михайла Добкіна через підозру в махінаціях із землею. Через шість днів за Добкіна було внесено заставу в розмірі 50 мільйонів В. Новинським та Б. Колесніковим. На початку серпня Печерський райсуд Києва арештував 2 автомобілі, 2 будинки, земельну ділянку і винний погріб Добкіна. 22 грудня САП закрила кримінальну справу проти Довгого, бо не знайшли складу злочину в його діях на посаді секретарі Київради у 2007 році при вирішенні земельних питань. Після цього Луценко повідомив про відкриття нового кримінального провадження проти Довгого за тими ж земельними рішеннями.
1 серпня повідомив про затримання 15-го прокурора у 2017 році на хабарі, який вимагав 5 тисяч доларів.
У листопаді виник серйозний конфлікт між ГПУ та НАБУ через затримання детектива антикорупційного бюро під прикриттям, коли той намагався дати хабар у розмірі $15 тис. першому заступнику Державної міграційної служби. Потім силовики затримали ще сімох співробітників бюро. Серед затриманих виявилась агентка, яка проводила операцію за участю депутатів Розенблата й Полякова. 30 листопада в Національному антикорупційному бюро звинуватили ГПУ і СБУ у незаконному втручанні в спецоперацію бюро. Луценко звинуватив бюро у незаконному прослуховуванні близько 100 осіб без дозволу суду, підкресливши, що прослуховування в Україні дозволено лише СБУ. Дії ГПУ засудили західні партнери України, зокрема глава представництва Європейського Союзу в Україні Хюг Мінгареллі, який закликав Генеральну прокуратуру «ефективно взаємодіяти з НАБУ і САП і підтримувати ці структури, а не перешкоджати їх роботі».
Звітуючи за результати своєї діяльності за 2017 р. Луценко заявив, що Генеральна прокуратура вже завершила слідство по ключових справах Майдану, до бюджету було передано 53 млрд, у тому числі 80 тис. гектарів землі. Пострадянську каральну систему ГПУ за його словами було демонтовано 30 січня 2018 року в інтерв'ю виданню «DW.COM», коментуючи результати своєї діяльності за 2017 р. Луценко повідомив, що за минулий рік ГПУ «продемонструвало найвищу активність за понад 20 років незалежності України», ГПУ спільно з МВС, фіскальною службою та СБУ затримали на хабарях понад 9500 корупціонерів, а вироки отримали 1692 корупціонери, але визнав, що серед цих вироків немає «великої риби». Генеральний прокурор додав, що «виключну компетенцію переслідування високопосадовців у нинішній владі» має НАБУ. Крім того, Луценко визнав, що є політично призначеним генпрокурором.
1 березня 2018 р. заявив, що лише за два місяці року було затримано 1682 корупціонерів «на гарячому».
18 травня прокуратура АР Криму підписала повідомлення про підозру радянському вождю Йосипові Сталіну та Лаврентію Берії у злочині депортації кримськотатарського народу та представників інших національностей Кримської АРСР. Було встановлено понад 250 сімей потерпілих, що складає понад 1000 осіб. Як свідків та потерпілих було допитано 63 особи, з яких 43 — жителі окупованої території Криму.
30 серпня в останній робочий день Луценка заступник Генеральна прокуратура Сергій Кізь закрив кримінальне провадження проти колишнього першого заступника голови Верховної Ради Ігоря Калєтніка, який проходив як підозрюваний у справі про «диктаторські закони 16 січня».

#### Звіт за результатами першого року роботи на посаді Генпрокурора
24 травня 2017 року Луценко презентував у Верховній Раді звіт за результатами року роботи на посаді Генерального прокурора України. З виступу Юрія Луценка у Верховній Раді 24 травня 2016 року:
Головним моїм завданням було сформувати нову команду, яка зможе продемонструвати всій Україні, що тут панує закон і справедливість. Саме тому, найбільшим своїм досягненням за рік роботи на посаді Генпрокурора я вважаю завершення слідства і початок судового процесу над Януковичем, який обвинувачується у державній зраді українського народу. Доповідаю: проти Януковича і його найближчого оточення є десятки проваджень по корупції. У ключових випадках ми вже закінчили досудове слідство проти Януковича, Азарова, Арбузова, Колобова, Клименка, Ставицького, Курченка, інших діячів, і тепер питання за Печерським судом. Ми не зупинимося в роботі проти колишньої правлячої мафії. Ніхто не сховається ні в Ростові, ні в Москві, ні на екзотичних островах. Завдяки прийнятому Верховною Радою закону заочно понесуть відповідальність, і очно будуть конфісковані всі їхні активи — тут і за кордоном.
У своєму звіті також Луценко повідомив про те, що за справами, пов'язаними з перешкоджанням мирним акціям протесту на Майдані вже засуджено 42 особи. За його інформацією, з початку розслідування «майданівських» проваджень правоохоронними органами було скеровано до суду 147 обвинувальних актів щодо 228 осіб, з яких слідчими прокуратури — 126 актів стосовно 192 осіб.
Я добре розумію вимогу країни бачити на лаві підсудних також і організаторів безчинств проти мирних демонстрантів Майдану. Тому, за інформацією прокурорів і слідчих у провадженні, я можу повідомити, що справа по пред'явленню обвинувального акту Януковичу та колишньому міністру внутрішніх справ Захарченку за організацію безчинств на Майдані буде скеровано до суду відразу після розгляду справи про державну зраду Януковича.
— зазначив Генпрокурор.

Згідно даних, які оприлюднив Луценко у звіті, за рік (травень 2016 року — травень 2017 року) Генеральна прокуратура передала до суду 1191 справу про кримінальне корупційне правопорушення.
Спільними зусиллями правоохоронців вдалося скоротити на 15, 20 % кількість грабежів, розбоїв, інших злочинів, що турбують звичайних людей.
— зазначив він. За інформацією Луценка, підтриманням обвинувачення в суді по цій категорії справ засуджено 34 470 крадіїв, 4131 грабіжник, 893 розбійника. З них реальні терміни покарання отримали 10 624 особи.
Як підкреслив керівник ГПУ, реформа Генеральної прокуратури дозволила оновити кадровий склад новими людьми, впровадила самоврядування і поклала край сталінським практикам. Відповідно до закону і нових повноважень, чисельність прокуратури була скорочена на 25 %, проведено нові конкурси на вакантні посади, у яких перемогли 82 % тих, хто ніколи в прокуратурі не працював.
24 травня 2017 року в 15 областях України пройшла антикорупційна операція, у якій було задіяно близько 2000 поліцейських, 500 прокурорів та проведено 450 обшуків. Поліція заявила, що податкова служба під керівництвом Олександра Клименка завдала державі збитків на суму 95,921 млрд грн. Було затримано 23 податківці та на вертольотах доставлено до Києва. Однак колишніх керівників податкової — ексначальника ДПС у Луганській області Антивова, ексочільника Полтавської ДПС Задорожнього суд відпустив під заставу, ексглаву Державної податкової адміністрації Криму К. Циркуна було відпущено з-під варти під особисте зобов'язання, ексглава Державної податкової адміністрації в Дніпропетровській області не зміг внести заставу в 100 мільйонів гривень і отримав два місяці арешту. Колишнього заступника начальника харківського облуправління Міністерства доходів і зборів Т. Маслову суд випустив під заставу в 1 млн грн.
З 23 затриманих експодатківців 12 було обрано запобіжний захід у вигляді тримання під вартою з можливістю внесення застави. 28 липня Луценко заявив, що сума арештованого майна Клименка становить 6 мільярдів гривень, під вартою залишаються 9 осіб, ще 18 — під заставою на загальну суму майже 60 мільйонів гривень, 46 особам оголошено про підозру, майно підозрюваних арештовано на суму 900 мільйонів гривень.

### Майно
13 травня 2016 року в ЗМІ з'явилась інформація, що Луценко живе в елітному будинку площею 859 м2 за кілька млн доларів, у селі Стоянка під Києвом, який є юридично оформленим на його тестя. Також стало відомо, що компанія сина Луценка володіє і здає 8 квартир на Печерську.
11 липня в сесійній залі Верховної Ради лідер Радикальної партії Олег Ляшко звинуватив Луценка в ухиленні від сплати податків, зокрема за будинок площею у 900 квадратних метрів, який зарахований на 76-літнього тестя генерального прокурора. Наступного дня керівник САП Назар Холодницький заявив про початок розслідування за заявами Ляшка з приводу будинку і декларації Юрія Луценка.

У січні 2018 року міжнародний експерт з питань національних економік України, Росії та країн колишнього СРСР Андерс Ослунд припустив, що Луценко
…мабуть, отримує багато грошей за те, що не бореться з корупцією. Якби він боровся з корупцією, він би нічого не заробляв, крім своєї невеликої зарплати.

## Кримінальні провадження та розслідування
1 жовтня 2019 року ДБР відкрило проти Луценка кримінальне провадження щодо можливого зловживання владою. Справу було відкрито за заявою нардепа Давида Арахамії (Слуга народу). Юрієві інкримінується порушення ч. 1 ст. 364 (зловживання владою та службовим становищем) ККУ.
У травні 2021 року Федеральна прокуратура Нью-Йорка у межах розслідування стосовно Рудольфа Джуліані вилучила частину доказів з електронної пошти Юрія Луценка. Коментуючи це, речниця Луценка повідомила, що він «відкритий до співпраці з правоохоронними органами Сполучених Штатів Америки».

## Інциденти

### В аеропорту Франкфурта-на-Майні
4 травня 2009 року Юрій Луценко разом із 19-річним сином Олександром був затриманий поліцією в аеропорту Франкфурта-на-Майні, за версією німецького таблоїда Bild, у стані алкогольного сп'яніння. Подія отримала широкий резонанс в українському суспільстві. Обставини цього інциденту залишаються дискусійними. Юрій Луценко повідомив, що це «побутовий конфлікт», щодо його сина, який коштом батька летів до Кореї на медичне обстеження, в аеропорту неправомірно було застосовано силу — його схопили за недавно прооперовану шию. Він як батько втрутився. Їх затримали.
На його вимогу до аеропорту прибув Консул України та керівництво поліції, яке після бесіди висловило офіційне вибачення за конфлікт. Однак 12 травня Юрій Віталійович подав заяву про відставку, висловивши своє несприйняття його політичного переслідування, що базується на публікаціях жовтої преси.
Прем'єр-міністр України Юлія Тимошенко відставку не прийняла.

### Використання службових автомобілів на весіллі сина і перешкоджання журналістам
У вересні 2017 року святкування весілля сина генпрокурора Юрія Луценка Олександра обслуговували службові автомобілі генеральної прокуратури, активну участь в організації свята взяли працівники Управління державної охорони. Під час зйомок матеріалу про святкування журналісти програми «Схеми» (спільний проєкт «Радіо Свобода» та каналу «UA: Перший») зазнали нападу з боку працівників УДО.
Закрита вечірка відбулась 15 вересня у ресторанному комплексі під Києвом. Журналістам вдалося зафіксувати як автомобіль Toyota Camry з номерним знаком АА0001СК, зареєстрований на Генеральну прокуратуру України, забирає з вечірки візажиста Юлію Джулай. У мікроавтобус із номерним знаком АА0013МО, зареєстрований на Генеральну прокуратуру України, співробітники УДО виносили та складали весільні подарунки, зокрема, великі портрети молодят.
Співробітники Управління державної охорони всіляко намагалися не дати змоги зафіксувати події на відео, затуляли в'їзд на стоянку ресторану відомчими автівками, а під час виїзду зі святкування президента Порошенка напали на оператора Бориса Троценка — він отримав струс мозку та пошкодження руки.

Начальник УДО Валерій Гелетей так пояснив дії своїх підлеглих:
Там же який горб! Цей військовослужбовець упав… У темряві, пісок, спіткнувся, упав і зачепився за оператора.

## Хвороба
30 вересня 2020 року Юрій Луценко повідомив, що проходить лікування від важкого онкологічного захворювання.

## Участь у Російсько-українській війні
20 лютого 2023 року Головнокомандувач Збройних сил України Валерій Залужний призначив Юрія Луценка командиром взводу ударних безпілотних авіаційних комплексів. На початку липня 2023 року Юрій Луценко повідомив, що його звільнено з лав ЗСУ. Причиною цього стало рішення ВЛК про подальшу неможливість військової служби через стан здоров'я (інвалідність). Через це Юрій Луценко змушений був вирушити на лікування за кордон.
6 грудня 2024 року журналістами було представлено, що Юрій Луценко не має у власності ані нерухомості, ані транспортних засобів. Проте, чимало активів зареєстровано на його родину та підставних осіб. Зокрема, знайдені активи оформлені на членів родини Луценка (дружину, тестя, невістку та сина) або підприємства, якими вони володіють, та на підставних осіб із близького оточення. При цьому, багато хто з них навіть не має офіційного доходу для таких покупок. Йдеться про майно вартістю десятки мільйонів доларів.

## Особисте життя

### Сім'я
- Дружина — Ірина Степанівна (нар. 1966), народна депутатка України від партії «Блок Петра Порошенка».
- Сини — Олександр (нар. 1989) і Віталій (нар. 1999).

## Нагороди
- Орден князя Ярослава Мудрого V ступеня (14 грудня 2006 року) — за вагомий особистий внесок у відстоювання ідеалів демократії, захист конституційних прав і свобод громадян, активну участь у державному будівництві[98].
- Під час перебування на посаді міністра внутрішніх справ України був удостоєний 35 відомчих нагород[99].

## Цікаві факти
- Марина Порошенко разом із Юрієм Луценком хрестили доньку Юрія Стеця Єву[100][101].
- На посаді Генерального прокурора України отримував зарплату в 172 000 гривень (станом на 4 листопада 2017 року)[102].